# Bisnovat R-40

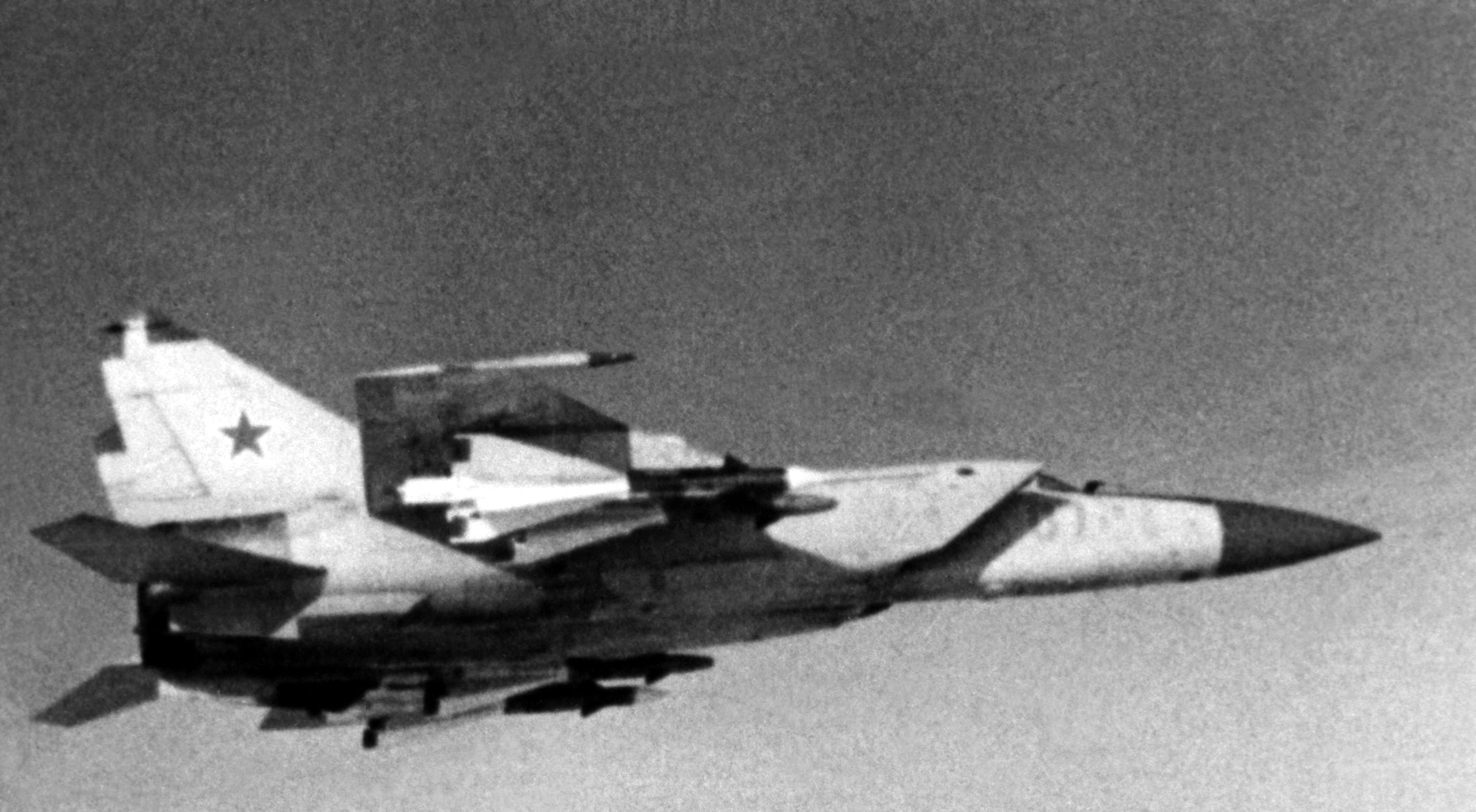
El interceptor soviético MiG-25, en pleno vuelo, transportando el misil Bisnovat R-40.

El Bisnovat (posteriormente Molniya luego Vympel) R-40 (designación OTAN AA-6 'Acrid') es un misil aire-aire desarrollado en los 1960s por la Unión Soviética específicamente para el ￼interceptor MiG-25, pero también pudo ser usado por el posterior MiG-31. Es el misil aire-aire más grande del mundo entrado en producción y uso.

## Desarrollo
El desarrollo del North American XB-70 Valkyrie Mach 3 amenazó con hacer a todos los interceptores y la fuerza de misiles de las Voyska PVO obsoletas de un solo golpe, gracias a su increíble rendimiento de velocidad y altitud. Para contrarrestar esta nueva amenaza, el MiG-25 fue diseñado, pero nuevos misiles aire-aire también fueron necesarios para potenciar al MiG-25 a sus objetivos a las altas velocidades y altitudes dictados por los requisitos. La Oficina de diseño de Bisnovat comenzó el desarrollo de los misiles de largo alcance aire-aire en 1962. El resultante R-40 fue inicialmente armado con el radar Smerch-A ("Tornado-A") del MiG-25. Fue construido en las versiones de búsqueda de radar semiactiva (R-40R) y búsqueda infrarroja (R-40T).

### Misiles aire-aire de largo alcancesimilares
- AIM-54 Phoenix
- MIM-23 Hawk

### Listas relacionadas
- Anexo:Modelos de misiles